# Serge Birman
Pour les articles homonymes, voir Birman.
Serge Birman, est un biologiste français.
Il est spécialiste des systèmes de neurotransmission chez la drosophile.

## Biographie
Ancien élève de l’École normale supérieure (promotion 1980), puis chercheur à l'Université de Virginie, Serge Birman dirige le laboratoire de Génétique et Physiologie du développement de l'Université de Marseille de 1996 à 2008. Il utilise la drosophile comme modèle pour déterminer le rôle des principaux systèmes de neurotransmission (principalement glutamatergiques et dopaminergiques), et ainsi pour mieux comprendre comment les dysfonctionnements de ces systèmes contribuent aux pathologies humaines. Il met en évidence le rôle des neurotransmetteurs excitateurs comme le glutamate dans les dommages subis par le cerveau humain lors d'accidents vasculaires et dans certaines maladies neurodégénératives,. Il identifie et met en évidence la fonction des différents types de neurones dopaminergiques et glutamatergiques, le rôle cellulaire et les conséquences comportementales de la transmission dopaminergique. En 2008, il succède à Jean Rossier à la tête du laboratoire de neurobiologie de l'ESPCI ParisTech, qu'il dirige jusqu'en décembre 2011.